# Front Narodowy (Włochy)
Front Narodowy (wł. Fronte Nazionale, FN) – włoska organizacja terrorystyczna. 

## Historia
Założycielem Frontu Narodowego był książę Junio Valerio Borghese. Formacja powstała w 1968 roku. Wielu jej członków była weteranami włoskiej armii z czasów faszyzmu. Front Narodowy głosił poglądy neofaszystowskie. Współpracował z Nowym Porządkiem i Awangardą Narodową. Wraz ze wspomnianymi formacjami usiłował zorganizować zamach stanu w 1970 roku. Zdelegalizowany w połowie lat 70. Wielu członków grupy zbiegło za granicę. Resztki formacji dołączyły do Czarnego Porządku.